# Anomala esakii
Anomala esakii är en skalbaggsart som beskrevs av K. Sawada 1950. Anomala esakii ingår i släktet Anomala och familjen Rutelidae. Inga underarter finns listade i Catalogue of Life.